# Arthur Péricaud
Pour les articles homonymes, voir Péricaud.
Arthur Péricaud, également connu sous le pseudonyme d’Arthur de Gravillon, né  Arthur Antoine Alphonse Péricaud de Gravillon le 18 juillet 1828 à Lyon, et mort à Écully le 7 février 1899, est un magistrat, poète, peintre et sculpteur français.

## Biographie
Après des études chez les dominicains d'Oullins, il est élève de l'École d'administration en 1848, docteur ès droit en 1854 et devient magistrat à Gex. Forcé de démissionner, il prend alors le pseudonyme d' « Arthur de Gravillon » et apprend l'art auprès de Joseph-Hugues Fabisch.

## Œuvres
Arthur Péricaud a réalisé les œuvres suivantes :
- Vierge Mère, statue en pierre (1871), pour l'église de Vernaison ;
- Peau d'âne, statue ;
- le Semeur, statue ;
- la Vestale, statue ;
- Première douleur, statue ;
- Guérie, statue ;
- L'enfant prodigue (1880), statue en plâtre ;
- bustes en marbre de Louis-Marie Caverot (1884), de l’abbé Hyvrier (1885), François-Xavier Gouthe-Soulard (1888) et Joseph-Alfred Foulon (1892) ;
- Jeanne d'Arc triomphante (1896) ;
- Triptyque de la Miséricorde, bas-relief en plâtre (1899) ;
- Sacré-Cœur, statue dans l'église d'Écully ;
- Monument à Divitiac sur le Champ-de-Mars d'Autun, créée en 1893[5], fondue en 1942 sous le régime de Vichy ;
- Monument à Claude Bernard à Saint-Julien.

## Galerie

Œuvres d'Arthur Péricaud
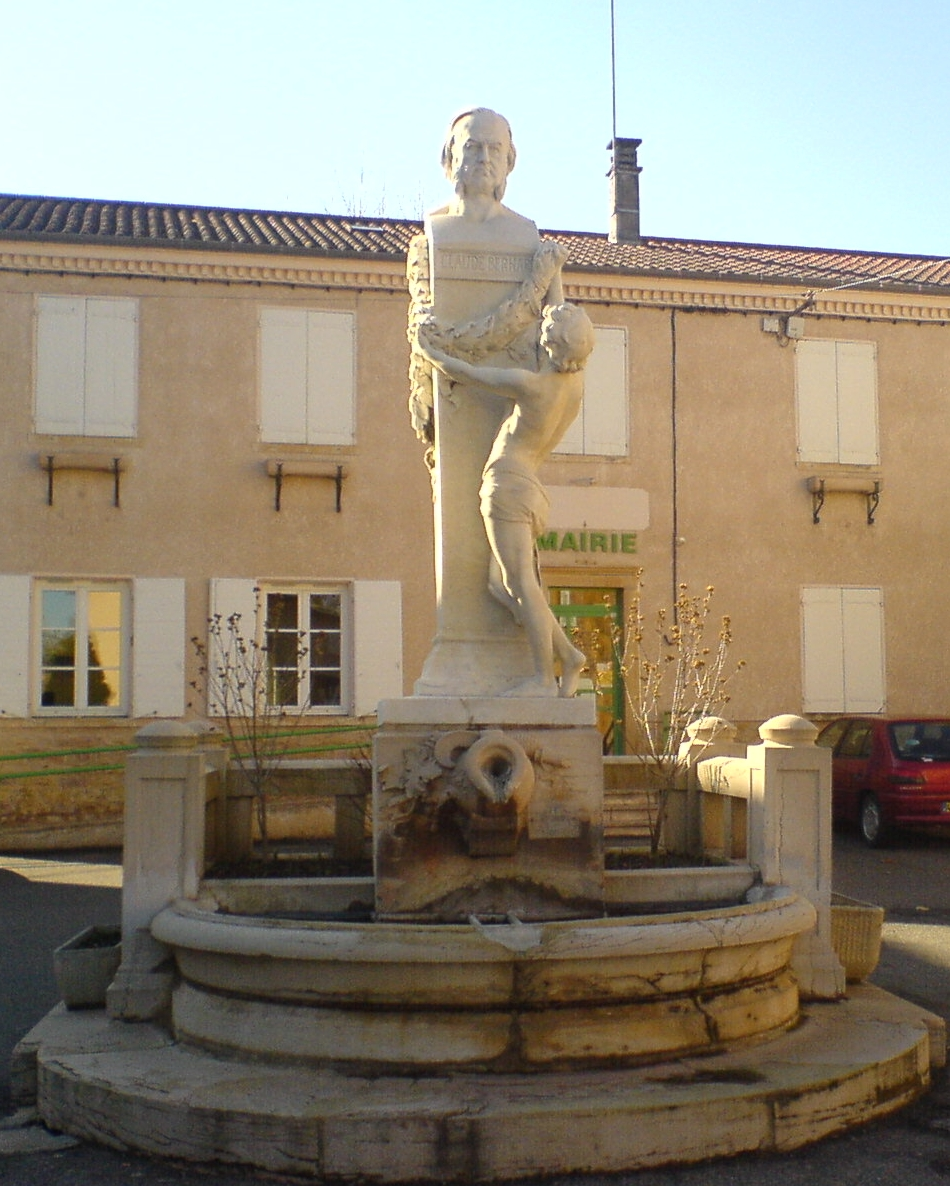
Monument à Claude Bernard à Saint-Julien.
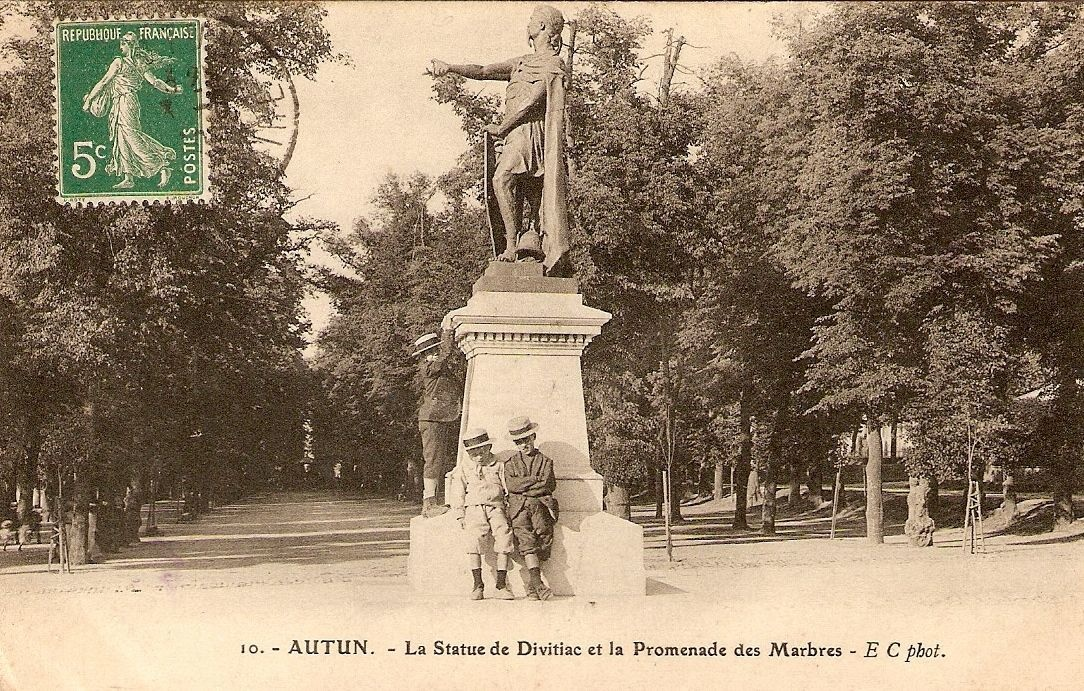
Monument à Divitiac à Autun (détruit).